# Jefferson (Nuevo Hampshire)
Jefferson es un pueblo ubicado en el condado de Coös en el estado estadounidense de Nuevo Hampshire. En el Censo de 2010 tenía una población de 1.107 habitantes y una densidad poblacional de 8,48 personas por km².

## Geografía
Jefferson se encuentra ubicado en las coordenadas 44°23′48″N 71°27′53″O / 44.39667, -71.46472. Según la Oficina del Censo de los Estados Unidos, Jefferson tiene una superficie total de 130.61 km², de la cual 129.75 km² corresponden a tierra firme y (0.65%) 0.85 km² es agua.

## Demografía
Según el censo de 2010, había 1.107 personas residiendo en Jefferson. La densidad de población era de 8,48 hab./km². De los 1.107 habitantes, Jefferson estaba compuesto por el 98,46 % blancos, el 0,18 % eran afroamericanos, el 0,36 % eran amerindios, el 0,18 % eran asiáticos, el 0 % eran isleños del Pacífico, el 0,27 % eran de otras razas y el 0,54 % pertenecían a dos o más razas. Del total de la población el 0,18 % eran hispanos o latinos de cualquier raza.